# ورزشگاه ولگوگراد آرنا
ورزشگاه ولگوگراد آرنا (انگلیسی: Volgograd Arena) یک ورزشگاه در ولگوگراد، روسیه است. این ورزشگاه که در سال ۲۰۱۵ شروع به ساخت شده و در سال ۲۰۱۸ تأسیس شده‌است، ورزشگاه ولگوگراد آرنا ۴۵٬۵۶۸ نفر ظرفیت دارد و یکی از ورزشگاه‌های جام جهانی فوتبال ۲۰۱۸ است.

## جام جهانی فوتبال ۲۰۱۸
| تاریخ        | ساعت  | تیم #۱        | نتیجه | تیم #۲   | دور    | تماشاگران |
| ------------ | ----- | ------------- | ----- | -------- | ------ | --------- |
| ۱۸ ژوئن ۲۰۱۸ | ۲۱:۰۰ | تونس          | ۱–۲   | انگلستان | گروه G | ۴۱٬۰۶۴    |
| ۲۲ ژوئن ۲۰۱۸ | ۱۸:۰۰ | نیجریه        | ۲–۰   | ایسلند   | گروه D | ۴۰٬۹۰۴    |
| ۲۵ ژوئن ۲۰۱۸ | ۱۷:۰۰ | عربستان سعودی | ۲–۱   | مصر      | گروه A | ۳۶٬۸۲۳    |
| ۲۸ ژوئن ۲۰۱۸ | ۱۷:۰۰ | ژاپن          | –     | لهستان   | گروه H |           |